# 朱融烇
高平王朱融烇（1510年代—1560年代），明朝高平昭简王朱旭樽庶长子，明朝韩王府第三代高平王。后被废。

## 生平
正德十五年（1520年），父朱旭樽逝世。嘉靖五年（1526年）十月，明世宗遣武進伯朱江等為正使，翰林院編修王教等為副使，持節冊封朱融烇為高平王。
嘉靖九年（1530年）十一月，朝廷命會昌侯孫杲等為正使，刑部員外郎陳耀等為副使持節冊封典膳溫孟春的女儿為高平王妃。
族叔鎮國中尉朱旭梆生活淫乱，一次带着妓女去其他城游玩，朱融烇因而私通其妻謝氏。朱旭梆得知后，将谢氏拷打致死，韩定王朱融燧上报其事，世宗下诏遣司礼監官同撫按官会勘得實情，嘉靖十五年（1536年）三月，朝廷降朱融烇為庶人，同时革朱旭梆祿米三分之一。
朱融烇没有革爵时所生的子女引用例子请求朝廷赐予封爵。嘉靖三十年（1551年）十月，禮部商议认为朱融烇系因奸淫被废，不宜准奏，世宗下詔同意。
朱融烇享年四十八岁。